# Bourbon-l'Archambault
Pour les articles homonymes, voir Bourbon et Archambault (homonymie).
Bourbon-l'Archambault [buʁbɔ̃ laʁʃɑ̃bo] est une commune française, située dans le département de l'Allier en région Auvergne-Rhône-Alpes. Elle est le cœur historique de l'ancienne province du Bourbonnais.

## Géographie

### Localisation
- 1Carte dynamique
- 2Carte OpenStreetMap
- 3Carte topographique
- 4Carte avec les communes environnantes

Bourbon-l'Archambault est située au cœur du bocage bourbonnais, au nord du département de l'Allier.

### Communes limitrophes
Neuf communes sont limitrophes :
Les communes limitrophes sont  Agonges, Autry-Issards, Franchesse, Gipcy, Meillers, Saint-Aubin-le-Monial, Saint-Menoux, Saint-Plaisir et Ygrande.
| Saint-Plaisir         | Franchesse            | Agonges       |
| Ygrande               | Bourbon-l'Archambault | Saint-Menoux  |
| Saint-Aubin-le-Monial | Gipcy, Meillers       | Autry-Issards |

### Hydrographie

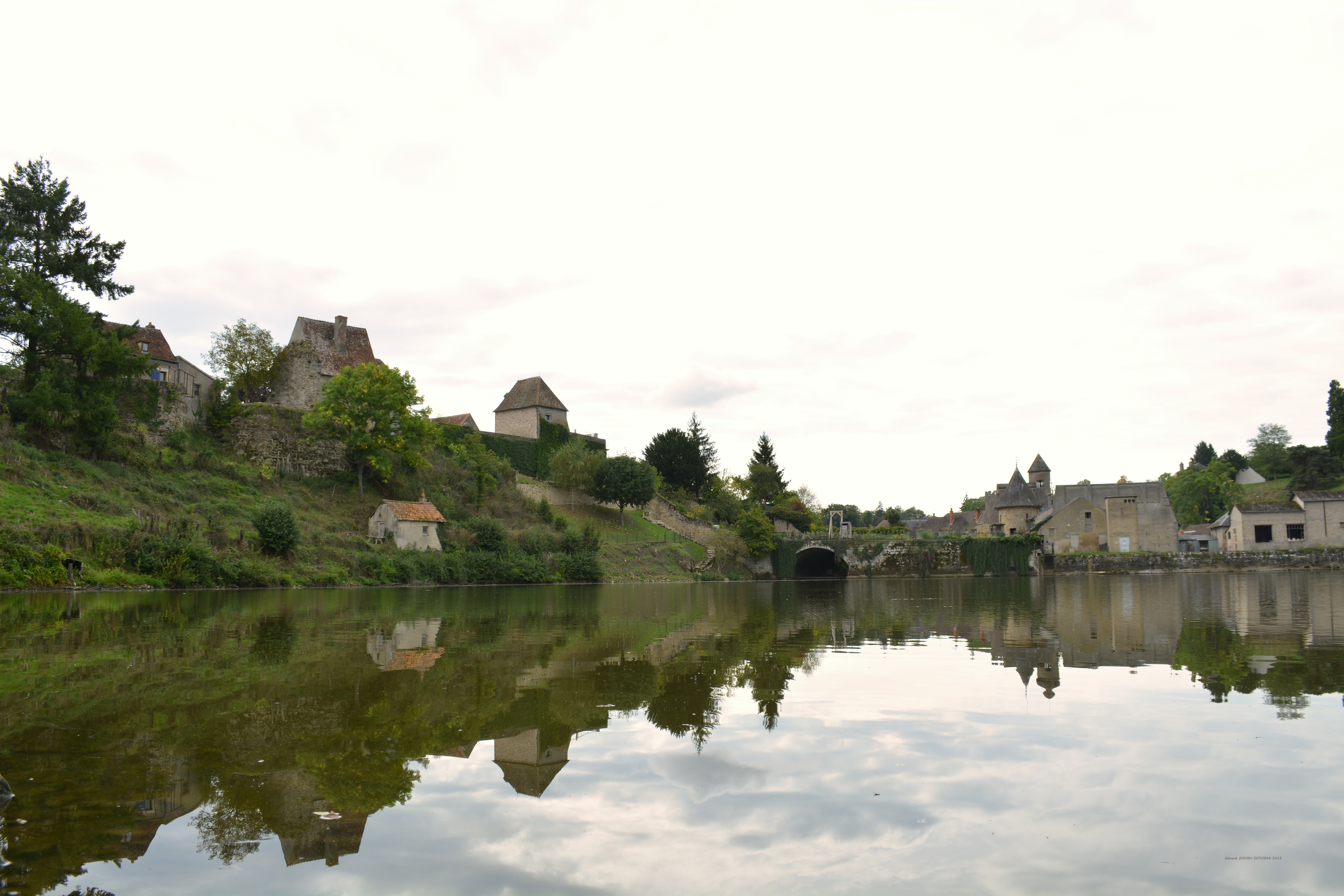
Étang au pied de la forteresse.

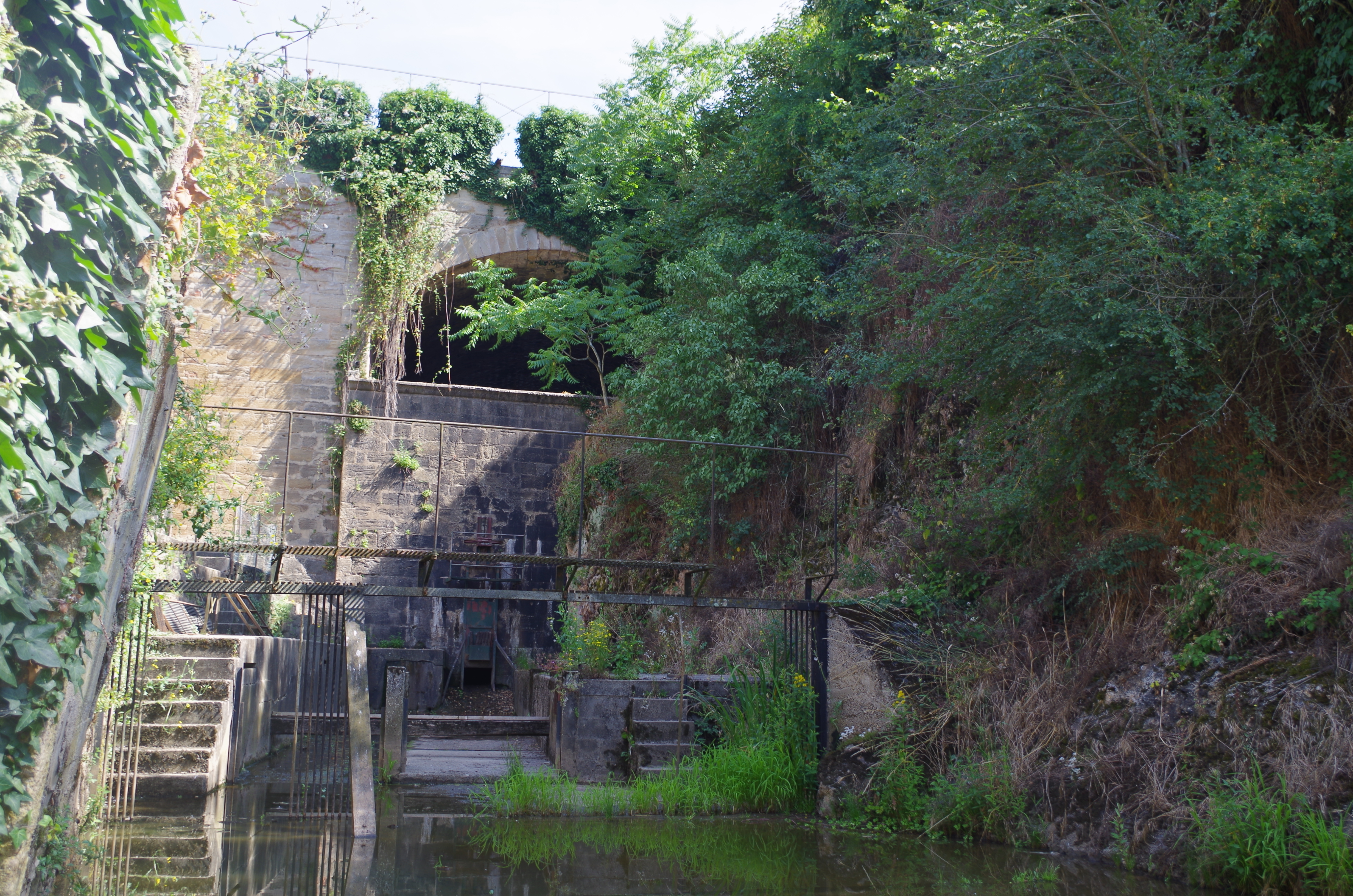
Pêcherie fortifiée à Bourbon-l'Archambault.

Bourbon-l'Archambault dispose d'un étang barré dès l'époque carolingienne et est arrosée par la Burge, le Chamaron et le ruisseau du Pont de Briare, petites rivières locales.

### Climat
Pour des articles plus généraux, voir Climat d'Auvergne-Rhône-Alpes et Climat de l'Allier.
En 2010, le climat de la commune est de type climat océanique dégradé des plaines du Centre et du Nord, selon une étude du CNRS s'appuyant sur une série de données couvrant la période 1971-2000. En 2020, Météo-France publie une typologie des climats de la France métropolitaine dans laquelle la commune est exposée à un climat océanique altéré et est dans une zone de transition entre les régions climatiques « Centre et contreforts nord du Massif Central » et « Ouest et nord-ouest du Massif Central ».
Pour la période 1971-2000, la température annuelle moyenne est de 11 °C, avec une amplitude thermique annuelle de 15,8 °C. Le cumul annuel moyen de précipitations est de 775 mm, avec 11,3 jours de précipitations en janvier et 7,1 jours en juillet. Pour la période 1991-2020, la température moyenne annuelle observée sur la station météorologique installée sur la commune est de 11,9 °C et le cumul annuel moyen de précipitations est de 777,2 mm,. Pour l'avenir, les paramètres climatiques de la commune estimés pour 2050 selon différents scénarios d'émission de gaz à effet de serre sont consultables sur un site dédié publié par Météo-France en novembre 2022.
| Mois                                  | jan.            | fév.           | mars           | avril         | mai           | juin          | jui.          | août           | sep.           | oct.            | nov.            | déc.           | année      |
| ------------------------------------- | --------------- | -------------- | -------------- | ------------- | ------------- | ------------- | ------------- | -------------- | -------------- | --------------- | --------------- | -------------- | ---------- |
| Température minimale moyenne (°C)     | 1,1             | 1,2            | 3,2            | 5,6           | 9,2           | 12,8          | 14,6          | 14,3           | 10,6           | 8,2             | 4               | 1,7            | 7,2        |
| Température moyenne (°C)              | 4,1             | 4,9            | 8              | 10,9          | 14,6          | 18,5          | 20,5          | 20,4           | 16,3           | 12,7            | 7,6             | 4,7            | 11,9       |
| Température maximale moyenne (°C)     | 7,2             | 8,7            | 12,9           | 16,3          | 20,2          | 24,2          | 26,5          | 26,4           | 21,9           | 17,3            | 11,1            | 7,7            | 16,7       |
| Record de froid (°C) date du record   | −12,9 26.01.07  | −12,6 12.02.12 | −12,4 01.03.05 | −3,9 08.04.03 | 0 15.05.1995  | 3,6 04.06.01  | 6,8 17.07.00  | 4,7 29.08.1998 | 0,7 30.09.1995 | −6,3 29.10.1997 | −9,1 22.11.1998 | −12,2 15.12.01 | −12,9 2007 |
| Record de chaleur (°C) date du record | 21,7 05.01.1999 | 22,1 24.02.21  | 25 31.03.21    | 29,2 30.04.05 | 33,2 27.05.05 | 39,1 22.06.03 | 40,3 25.07.19 | 40,4 11.08.03  | 35,7 14.09.20  | 31,3 02.10.23   | 25,6 07.11.15   | 18,7 17.12.15  | 40,4 2003  |
| Précipitations (mm)                   | 61,6            | 51,7           | 54,7           | 69,9          | 79            | 61,3          | 63,2          | 59             | 72,7           | 65,9            | 71,4            | 66,8           | 777,2      |

## Urbanisme

### Typologie
Au 1er janvier 2024, Bourbon-l'Archambault est catégorisée bourg rural, selon la nouvelle grille communale de densité à 7 niveaux définie par l'Insee en 2022.
Elle appartient à l'unité urbaine de Bourbon-l'Archambault, une unité urbaine monocommunale constituant une ville isolée,. Par ailleurs la commune fait partie de l'aire d'attraction de Moulins, dont elle est une commune de la couronne,. Cette aire, qui regroupe 64 communes, est catégorisée dans les aires de 50 000 à moins de 200 000 habitants,.

### Occupation des sols

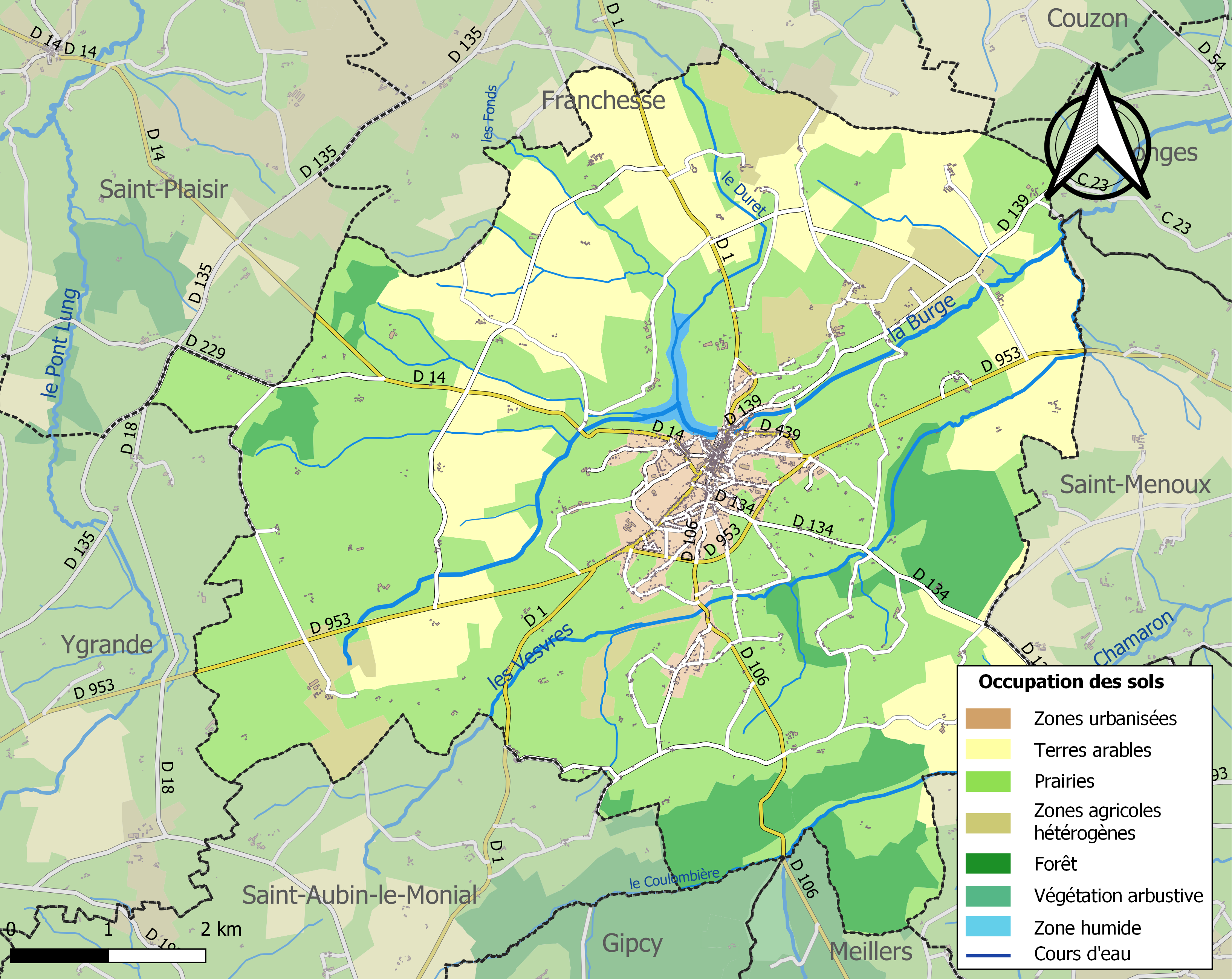
Carte des infrastructures et de l'occupation des sols de la commune en 2018 (CLC).

L'occupation des sols de la commune, telle qu'elle ressort de la base de données européenne d’occupation biophysique des sols Corine Land Cover (CLC), est marquée par l'importance des territoires agricoles (85,5 % en 2018), en diminution par rapport à 1990 (86,8 %). La répartition détaillée en 2018 est la suivante : prairies (56 %), terres arables (23,6 %), forêts (9,5 %), zones agricoles hétérogènes (5,9 %), zones urbanisées (4,5 %), eaux continentales (0,5 %).
L'IGN met par ailleurs à disposition un outil en ligne permettant de comparer l’évolution dans le temps de l’occupation des sols de la commune (ou de territoires à des échelles différentes). Plusieurs époques sont accessibles sous forme de cartes ou photos aériennes : la carte de Cassini (XVIIIe siècle), la carte d'état-major (1820-1866) et la période actuelle (1950 à aujourd'hui).

### Voies de communication et transports
Bourbon-l'Archambault est desservie par des routes départementales de moyenne importance, notamment par la route départementale 953 reliant Moulins et Saint-Menoux à l'est, et en direction d'Ygrande, Cérilly et Saint-Amand-Montrond à l'ouest, par la RD 1 vers Franchesse, Lurcy-Lévis et Nevers au nord, Le Montet et Saint-Pourçain-sur-Sioule au sud, et par la RD 14 vers Saint-Plaisir et Couleuvre.
Le territoire communal est également traversé par les départementales 106, en direction de Meillers au sud, la D 134 vers Autry-Issards au sud-est, la D 139 vers Agonges et la D 229 vers Theneuille à l'ouest.
La commune est desservie par la ligne C des bus du réseau Trans'Allier du conseil départemental de l'Allier, qui relie Lurcy-Lévis à Moulins.

## Toponymie

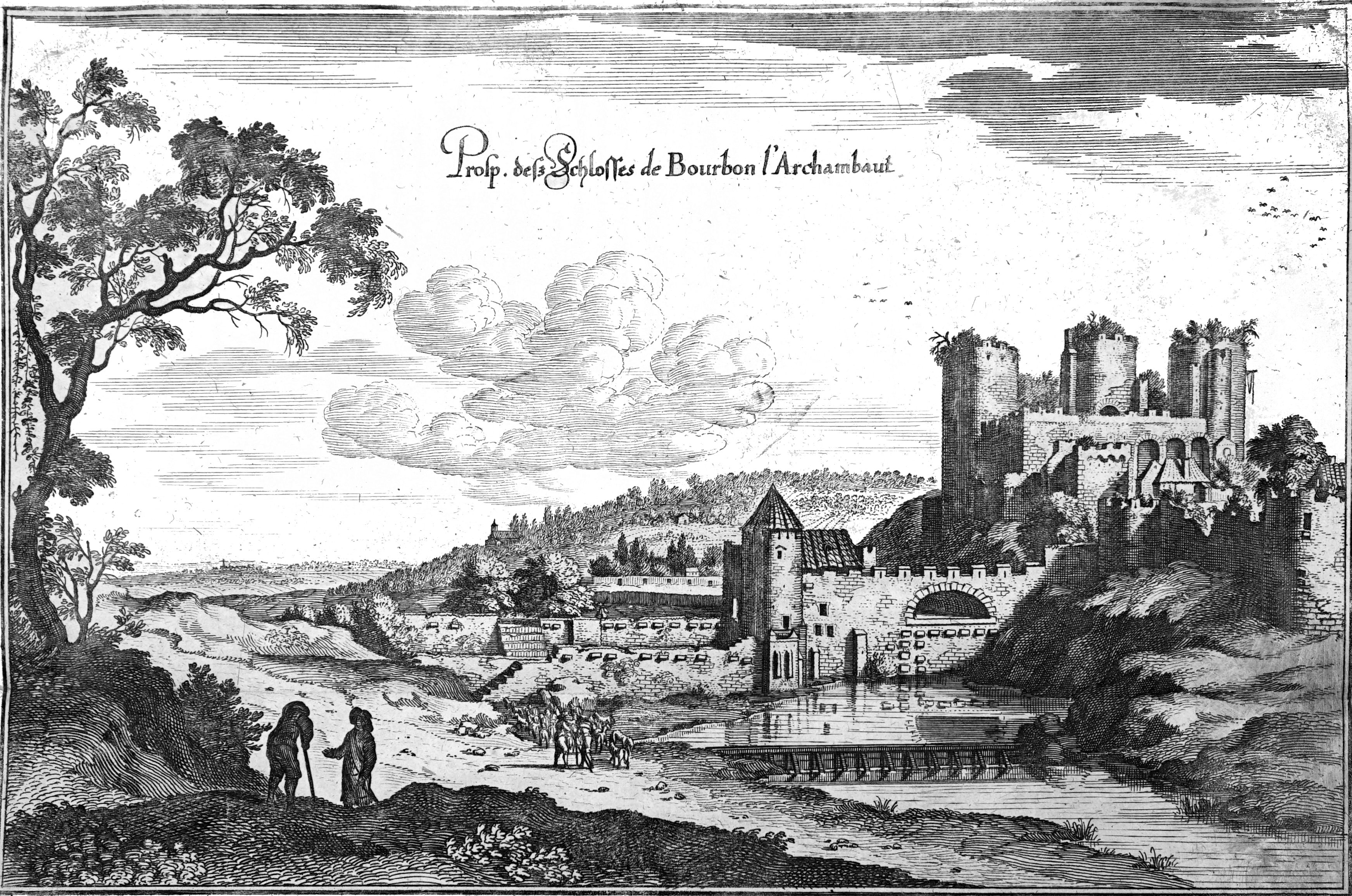
La ville au XVIIe siècle.

Le toponyme Bourbon est issu du théonyme Borvo (connu aussi sous les graphies Bormo, Boramus ou Borvoni), dieu guérisseur de la religion gauloise, associé à l’eau et aux sources thermales.

## Histoire

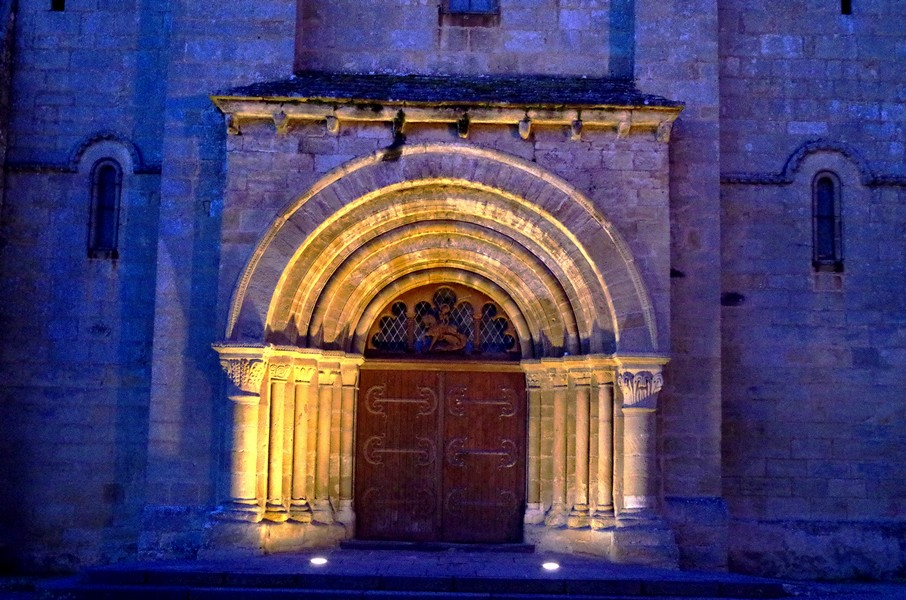
Porche de l'église Saint-Georges.

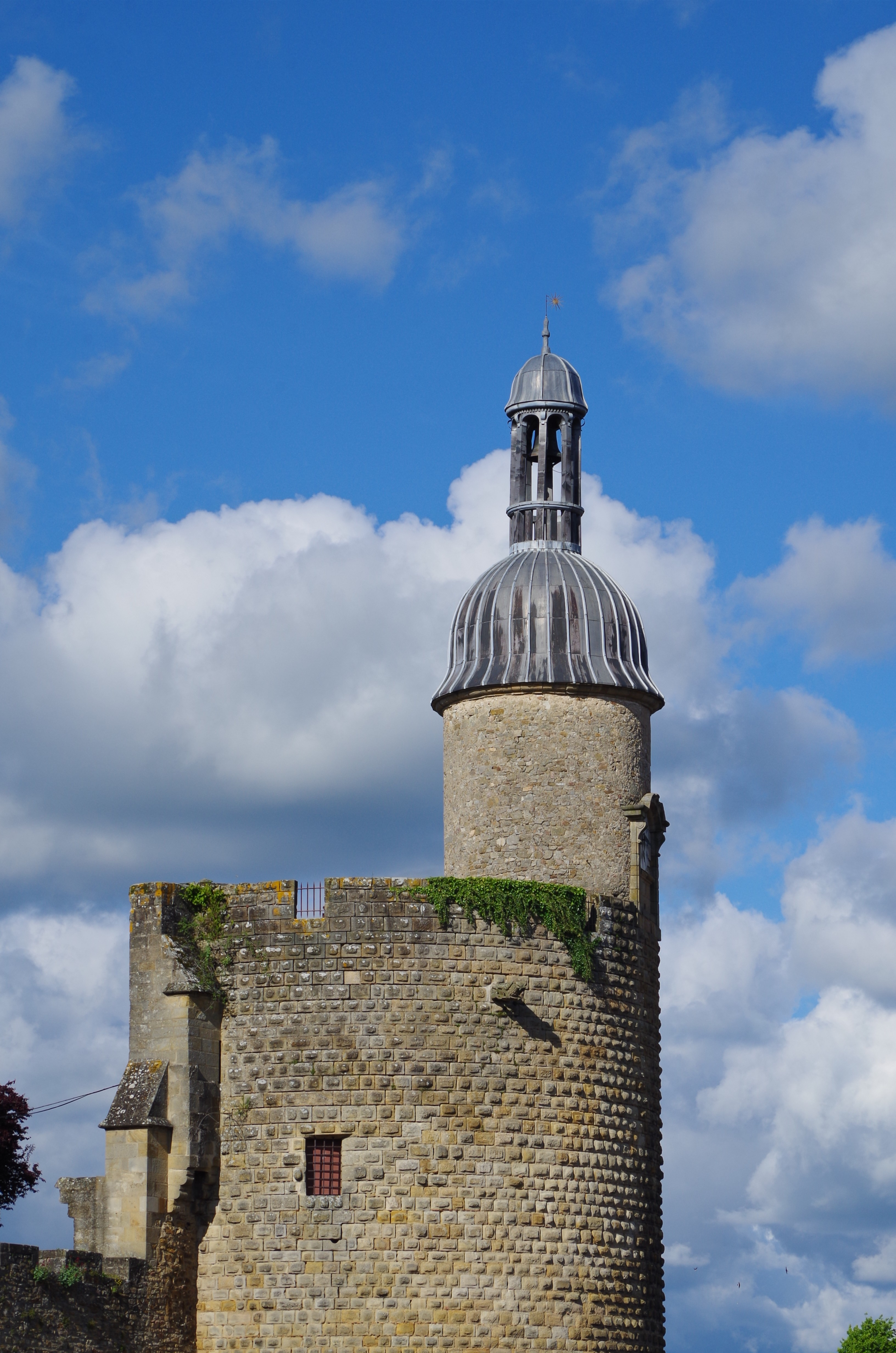
Tour Qui qu'en grogne.

L'agglomération antique de Bourbon se trouvait sur le territoire des Bituriges et dépendait, à cette époque, de Bourges (Avaricum). La ville (Aquis Bormonis) est traversée par plusieurs voies romaines reliant Bourges à Autun, Lyon et Clermont-Ferrand. Traces d'un ancien temple dédié à Apollon (à l'emplacement de l'église Saint-Georges).
Ancienne capitale de la seigneurie de Bourbon (avant Moulins), la ville doit son nom à ses seigneurs, dont neuf portèrent le nom d'Archambault, pendant une période qui alla du Xe au XIIe siècle (le 1er vivait en 959 ; le second en 1018 ; le 3e en 1064 ; le 4e en 1075 ; le 5e en 1096 ; le 6e en 1099 ; le 7e en 1177 ; le 8e en 1200 ; le 9e en 1249). Le bourg fut doté d'une puissante forteresse, agrémentée de quinze tours. Elle fut utilisée jusqu'au XVe siècle. Au XVIIe siècle, on redécouvrit les sources thermales, qui sont toujours en activité aujourd'hui. Au XIXe siècle, la forteresse fut presque entièrement rasée. Heureusement, trois tours furent sauvées grâce à l'action du poète Achille Allier.
Pendant la Révolution française, la ville prit le nom de Burges-les-Bains, rappelant à la fois la petite rivière qui traverse la commune et l'activité thermale qui en faisait la réputation.

### Thermes
Au XIIIe siècle, les « bains » de Bourbon, comprenant un vaporium, étaient les plus célèbres de ce temps. Depuis les Romains, qui en dédièrent les eaux au dieu Borvo d'où vient plus tard le nom de la ville, les thermes de Bourbon jouirent dans l'ancienne France d'un large renom ; poètes et docteurs vantaient à l'envi leur efficacité. Le médecin Jean Aubéry les célébra en latin et en français, et enfin le docte Isaac Cottier fit, comme Jean Pascal, un traité ad hoc, pour démontrer que les eaux de Bourbon étaient les plus visitées et fréquentées de France. Ce qui semble prouver qu'il n'exagérait pas, c'est que les plus grandes dames du XVIIe siècle, la princesse de Conti, Madame de Sévigné et Madame de Montespan, vinrent tour à tour à Bourbon ; la dernière y planta même les allées en amphithéâtre qui ont gardé son nom.

## Politique et administration

### Découpage territorial
La commune de Bourbon-l'Archambault est le siège de la communauté de communes du Bocage Bourbonnais, un établissement public de coopération intercommunale (EPCI) à fiscalité propre créé le 1er janvier 2017. Ce dernier est par ailleurs membre d'autres groupements intercommunaux.
Sur le plan administratif, elle est rattachée à l'arrondissement de Moulins, au département de l'Allier et à la région Auvergne-Rhône-Alpes. Sur le plan électoral, elle dépend du  canton de Bourbon-l'Archambault pour l'élection des conseillers départementaux, depuis le redécoupage cantonal de 2014 entré en vigueur en 2015, et de la première circonscription de l'Allier  pour les élections législatives, depuis le dernier découpage électoral de 2010.

### Tendances politiques et résultats
Le maire sortant s'est représenté aux élections municipales de 2014 mais a été battu au premier tour par la liste divers droite d'Yves Girardot, avec 51,99 % des suffrages (705 voix sur 1 356 exprimés), dix-huit sièges au conseil municipal dont six au conseil communautaire. La liste Union de la gauche de Jacky Belien obtient les cinq sièges restants, dont deux au conseil communautaire de la communauté de communes en Bocage Bourbonnais. Le taux de participation s'élevait à 73,89 %, soit 1 426 votants sur 1 930 inscrits.

#### Liste des maires
| Période                                  | Période                       | Identité        | Étiquette      | Qualité                                                                        |
| ---------------------------------------- | ----------------------------- | --------------- | -------------- | ------------------------------------------------------------------------------ |
| Les données manquantes sont à compléter. |                               |                 |                |                                                                                |
| 1944                                     | 1945                          | Alexis Gaume    | PCF            | Conseiller général du canton de Bourbon-l'Archambault (1919-1940 et 1945-1961) |
| 1961                                     | 1982                          | Roger Berthon   | PCF            |                                                                                |
| 1982                                     | mars 1989                     | Robert Chaput   | PCF            | Conseiller général du canton de Bourbon-l'Archambault (1985-2003)              |
| mars 1989                                | juin 1995                     | Lucien Bayet    | sans étiquette |                                                                                |
| juin 1995                                | 17 mai 2003 (décès)           | Robert Chaput   | PCF            | Conseiller général du canton de Bourbon-l'Archambault (1985-2003)              |
| mai 2003                                 | mars 2014                     | Jacky Bélien    | PCF            |                                                                                |
| mars 2014                                | septembre 2017 (démission)    | Yves Girardot   | DVD            | Médecin                                                                        |
| 18 octobre 2017                          | mai 2020                      | Anne Leclercq   | DVD            |                                                                                |
| mai 2020                                 | juillet 2021 (décès)          | Jacky Bélien    | PCF            |                                                                                |
| juillet 2021                             | En cours (au 29 juillet 2021) | Ludovic Chaput, | PCF            | Secrétaire comptable                                                           |

## Population et société

### Démographie
L'évolution du nombre d'habitants est connue à travers les recensements de la population effectués dans la commune depuis 1793. Pour les communes de moins de 10 000 habitants, une enquête de recensement portant sur toute la population est réalisée tous les cinq ans, les populations de référence des années intermédiaires étant quant à elles estimées par interpolation ou extrapolation. Pour la commune, le premier recensement exhaustif entrant dans le cadre du nouveau dispositif a été réalisé en 2004.

En 2022, la commune comptait 2 542 habitants, en évolution de −0,31 % par rapport à 2016 (Allier : −1,38 %, France hors Mayotte : +2,11 %).
| 1793  | 1800  | 1806  | 1821  | 1831  | 1836  | 1841  | 1846  | 1851  |
| ----- | ----- | ----- | ----- | ----- | ----- | ----- | ----- | ----- |
| 2 603 | 2 358 | 2 557 | 2 850 | 2 902 | 3 017 | 2 975 | 3 077 | 3 094 |

| 1856  | 1861  | 1866  | 1872  | 1876  | 1881  | 1886  | 1891  | 1896  |
| ----- | ----- | ----- | ----- | ----- | ----- | ----- | ----- | ----- |
| 3 118 | 3 292 | 3 466 | 3 724 | 3 784 | 4 215 | 4 456 | 4 008 | 3 577 |

| 1901  | 1906  | 1911  | 1921  | 1926  | 1931  | 1936  | 1946  | 1954  |
| ----- | ----- | ----- | ----- | ----- | ----- | ----- | ----- | ----- |
| 3 600 | 3 574 | 3 423 | 2 931 | 2 856 | 2 787 | 2 784 | 2 768 | 2 663 |

| 1962  | 1968  | 1975  | 1982  | 1990  | 1999  | 2004  | 2006  | 2009  |
| ----- | ----- | ----- | ----- | ----- | ----- | ----- | ----- | ----- |
| 2 607 | 2 607 | 2 598 | 2 550 | 2 630 | 2 564 | 2 576 | 2 617 | 2 582 |

| 2014  | 2019  | 2022  | - | - | - | - | - | - |
| ----- | ----- | ----- | - | - | - | - | - | - |
| 2 558 | 2 572 | 2 542 | - | - | - | - | - | - |

### Enseignement
Bourbon-l'Archambault dépend de l'académie de Clermont-Ferrand. Elle gère une école maternelle et une école élémentaire publiques.
Le conseil départemental de l'Allier gère le collège Achille-Allier. Hors dérogations à la carte scolaire, les collégiens se rendent dans cet établissement. Les lycéens fréquentent les établissements scolaires de Moulins et Yzeure.

## Économie
Selon l'Insee, la commune comptait 1 177 emplois lors du recensement de 2006. Ces derniers se répartissent selon les catégories suivantes :
| Secteur      | Nombre | %      |
| ------------ | ------ | ------ |
| Agriculture  | 130    | 11,0 % |
| Industrie    | 135    | 11,5 % |
| Construction | 55     | 4,7 %  |
| Commerce     | 94     | 8,0 %  |
| Services     | 764    | 64,9 % |

En mars 2010, selon le registre du commerce, Bourbon-l'Archambault compte 202 sociétés enregistrées sur la commune, de la société civile immobilière à de plus importantes entreprises. Parmi les 176 sociétés dont le siège est domicilié sur la commune, les plus importantes en termes de salariés employés sont :
- S.I.C.A.B.A, transformation et conservation de la viande de boucherie ;
- Établissements Becat, commerce de gros de bois et de matériaux de construction.

Différentes agences bancaires sont disponibles dans la commune : La Banque postale, BNP Paribas, la Caisse d'épargne d'Auvergne et du Limousin et le Crédit agricole de Centre France.

## Culture locale et patrimoine
Bourbon-l'Archambault bénéficie du label Petite cité de caractère depuis le 10 décembre 2018.

### Lieux et monuments
- Vestiges du château de Bourbon-l'Archambault[34](classé au titre des monuments historiques en 1862), dont la tour Qui qu'en Grogne classée aux monuments historiques en 1961[35] ;
- Église Saint-Georges[36],[37], de style roman bourguignon (classée aux monuments historiques en 1846). Elle fait partie des nombreuses églises romanes du pays de Souvigny ;
- Chapelle de la maison de retraite Saint-Joseph de Bourbon-l'Archambault ;
- Chapelle de la maladrerie de Saint-Lazare ;
- Chapelle du prieuré de Vernouillet ;
- Établissement thermal de Lecœur ;
- Hôtel Calemard ;
- Logis du Roy ;
- Maison des chanoines, à l'entrée de la forteresse ;
- Maison, en face des anciens thermes ;
- Remparts et maisons du XVe siècle, quartier de la Sainte-Chapelle ;
- Maladrerie Saint-Lazare
- Thermes et hôpital ;
- Vieux moulin ;
- Casino de Bourbon-l'Archambault.

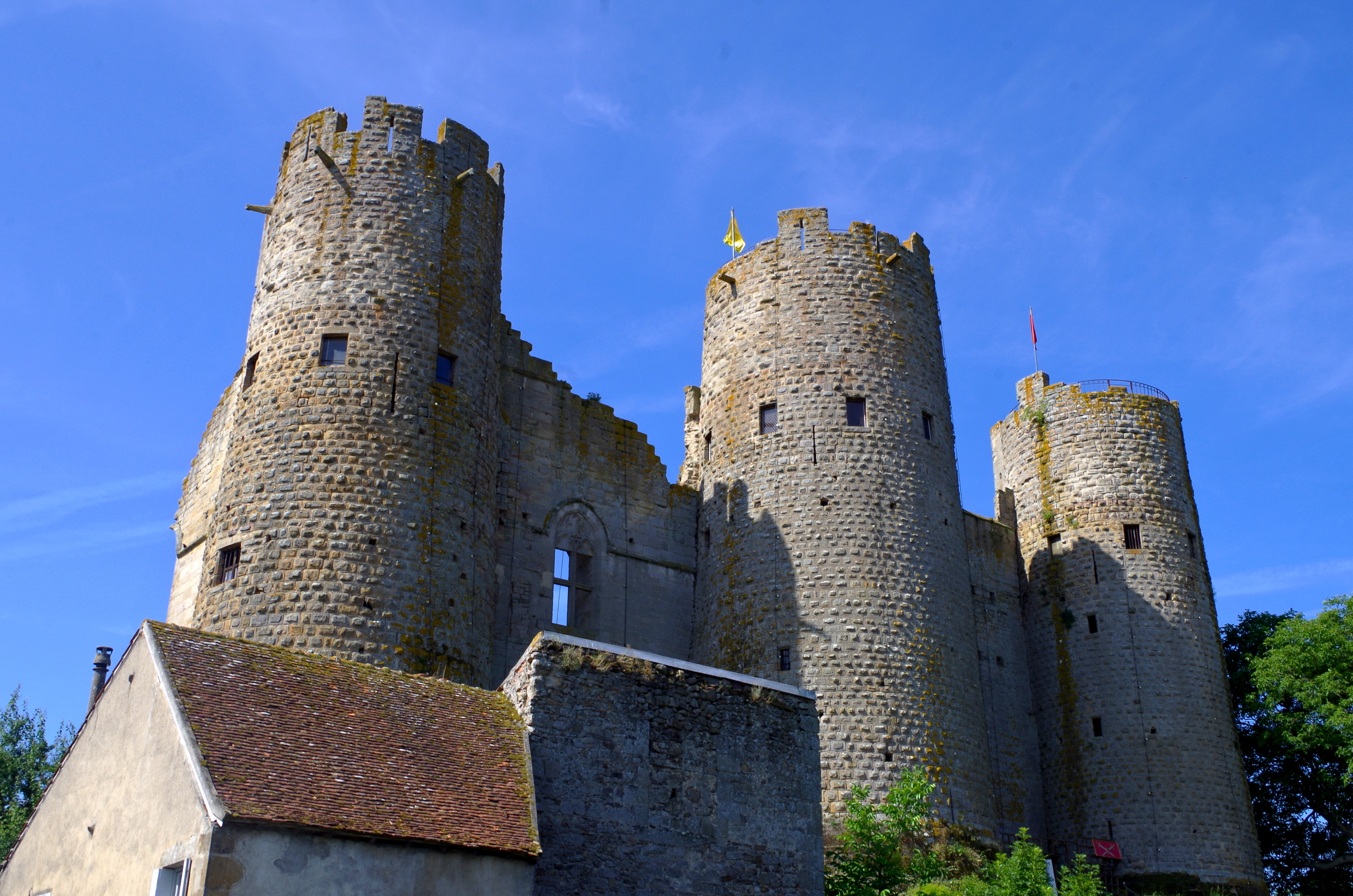
Château de Bourbon-l'Archambault.
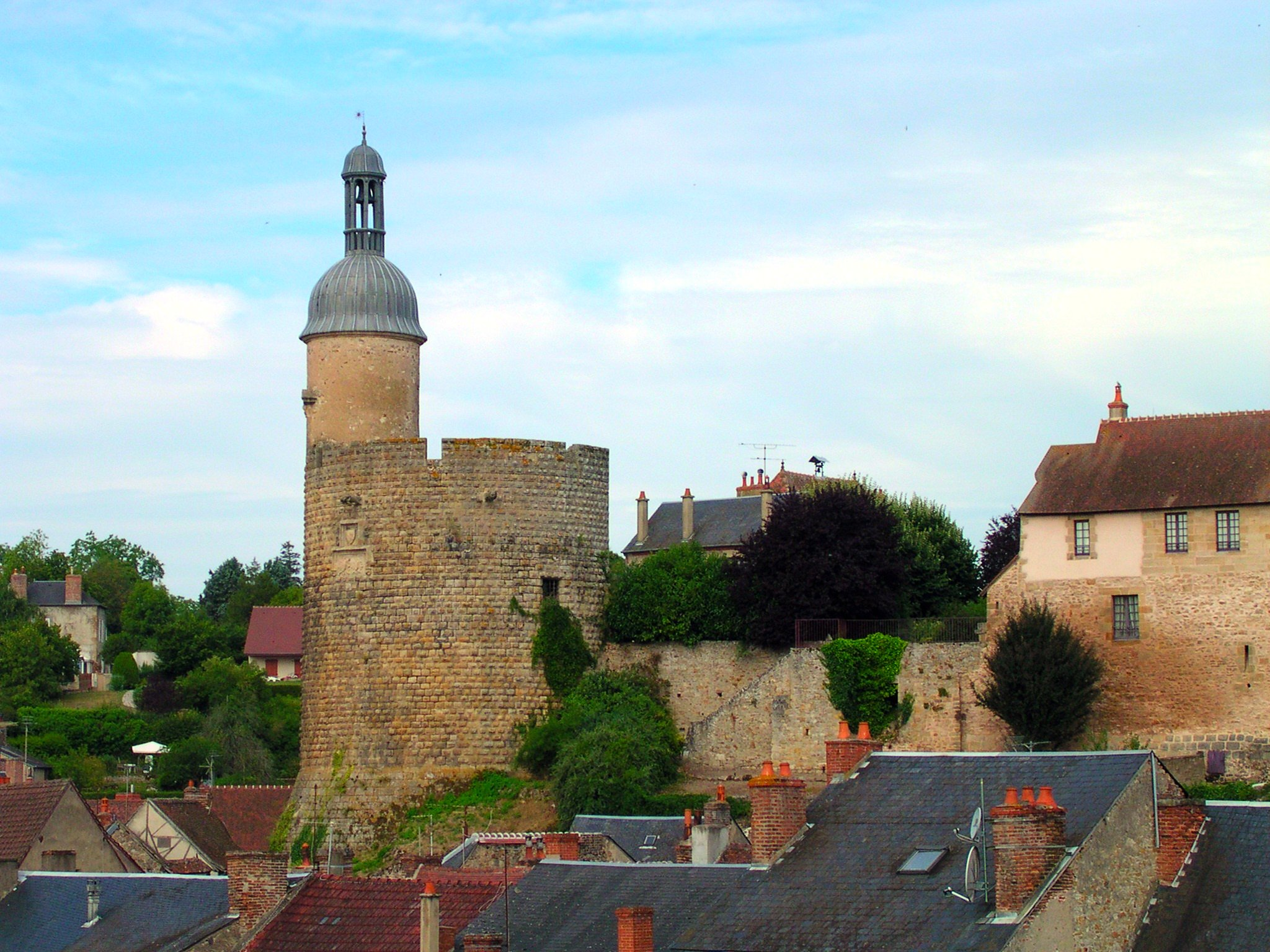
La tour Qui qu'en Grogne.
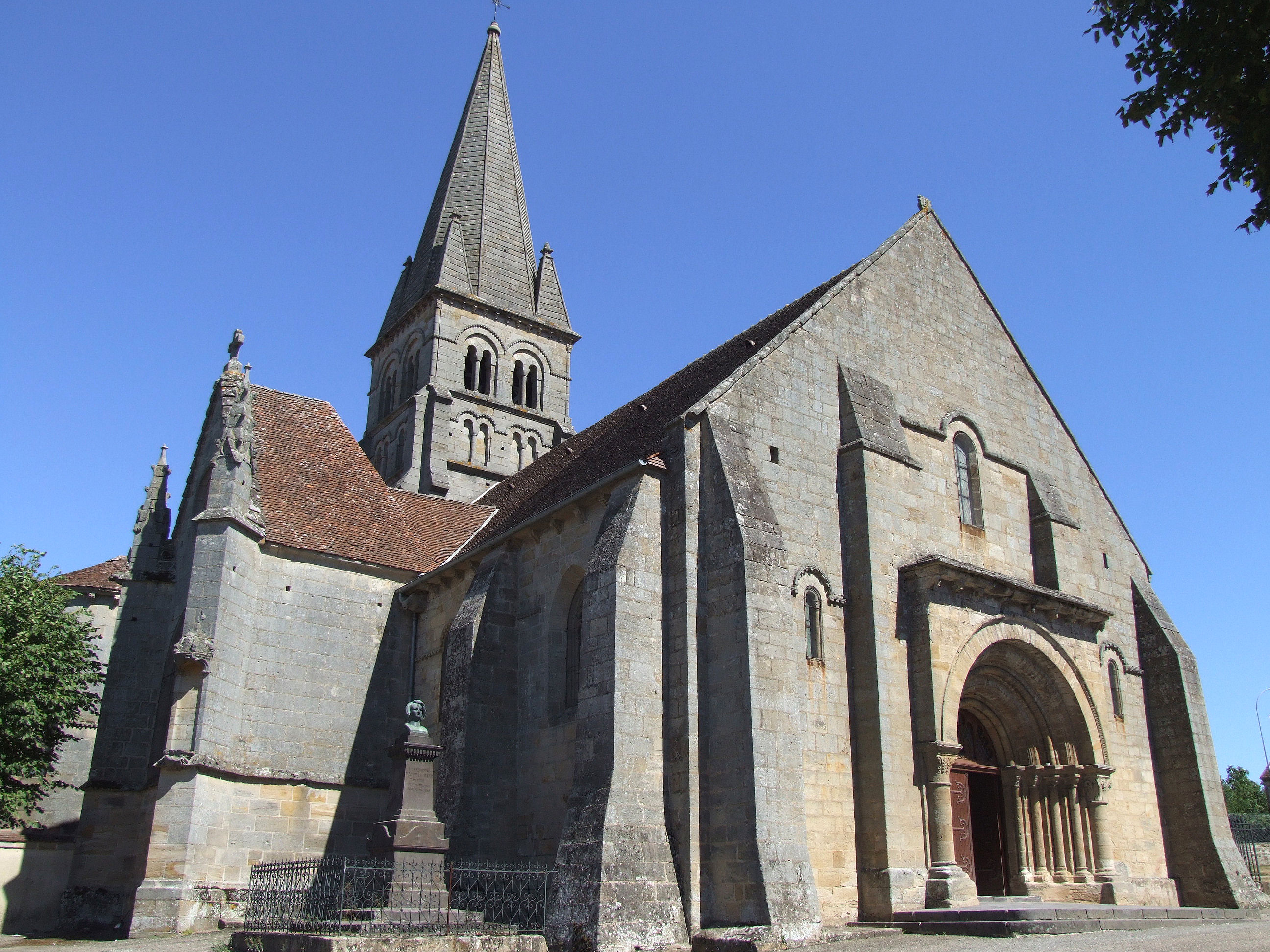
Église Saint-Georges.
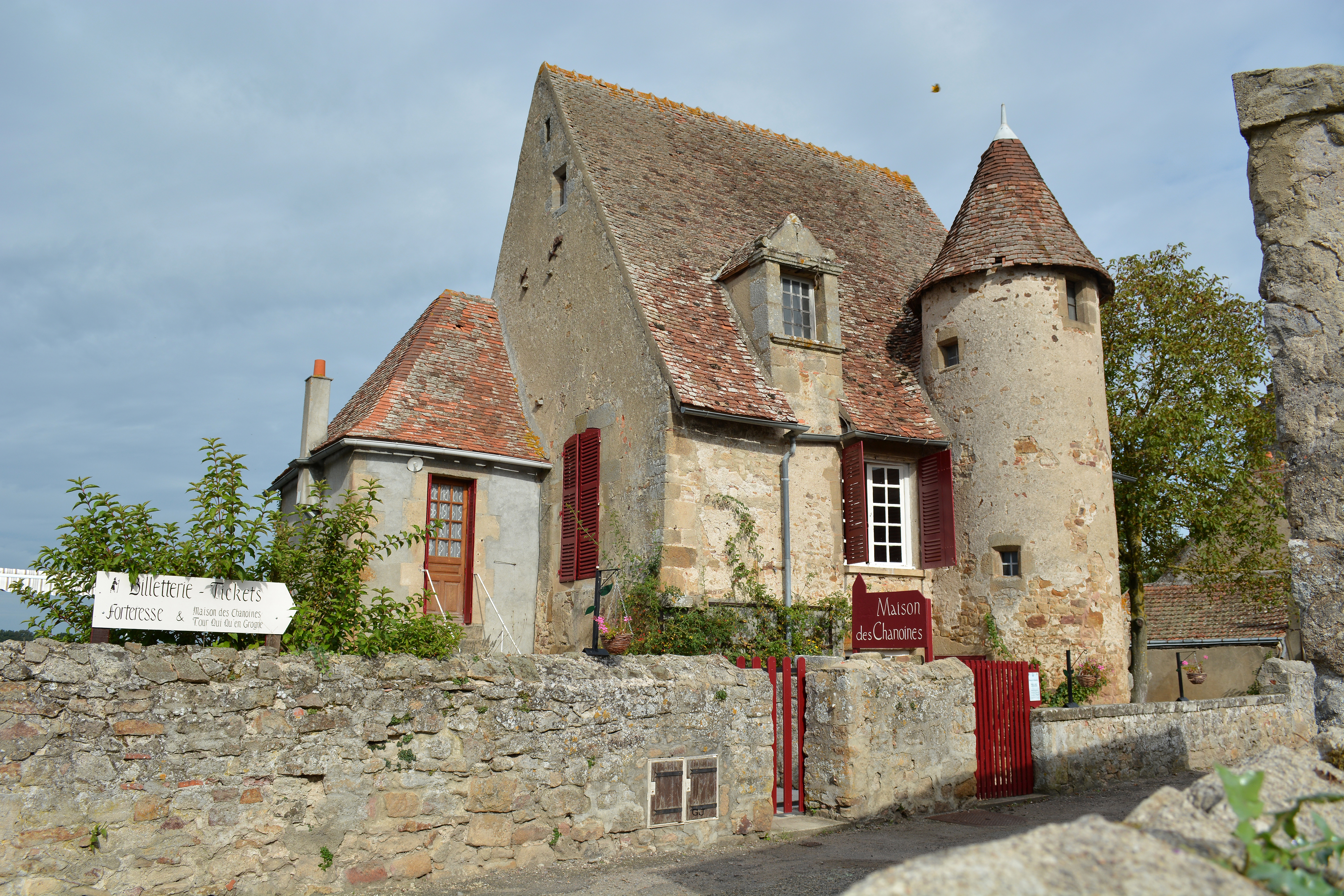
Maison des chanoines, à l'entrée de la forteresse.
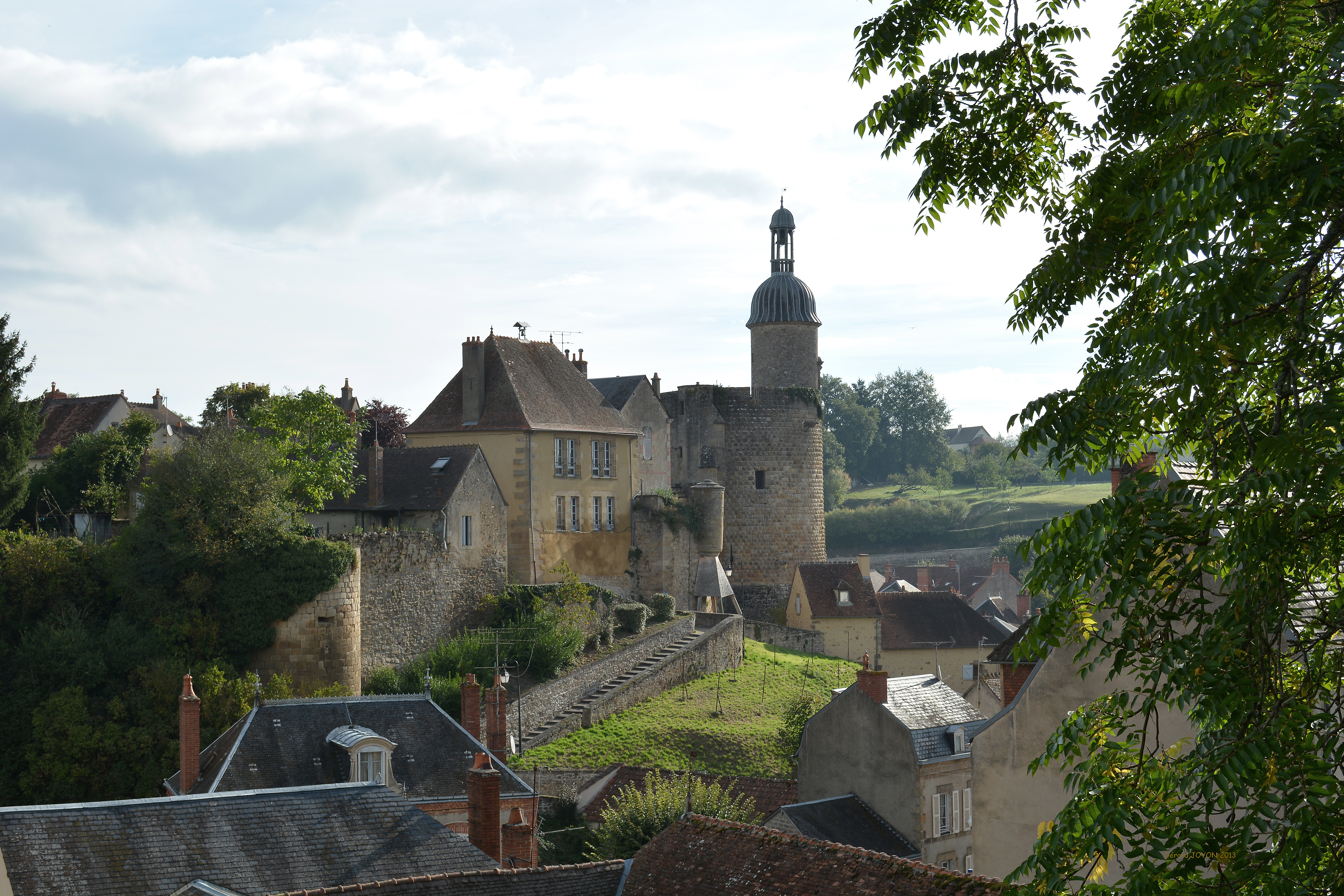
Remparts et maisons du XVe siècle, quartier de la Sainte-Chapelle.

### Équipements culturels
- Ancien casino, construit en 1888. Il abrite aujourd'hui au rez-de-chaussée le musée Augustin-Bernard et au premier étage la médiathèque municipale. Le deuxième étage comprend une salle d'exposition et des salles accueillant des ateliers (pratiques artistiques, informatique). Les collections du musée concernent les domaines suivants : antiquités gallo-romaines, époque médiévale (Vierge de Vernouillet en bois polychrome (XIIIe siècle), maquette de la forteresse), pots à pharmacie en faïence de Nevers, thermalisme, vie rurale dans le bocage bourbonnais.

### Personnalités liées à la commune

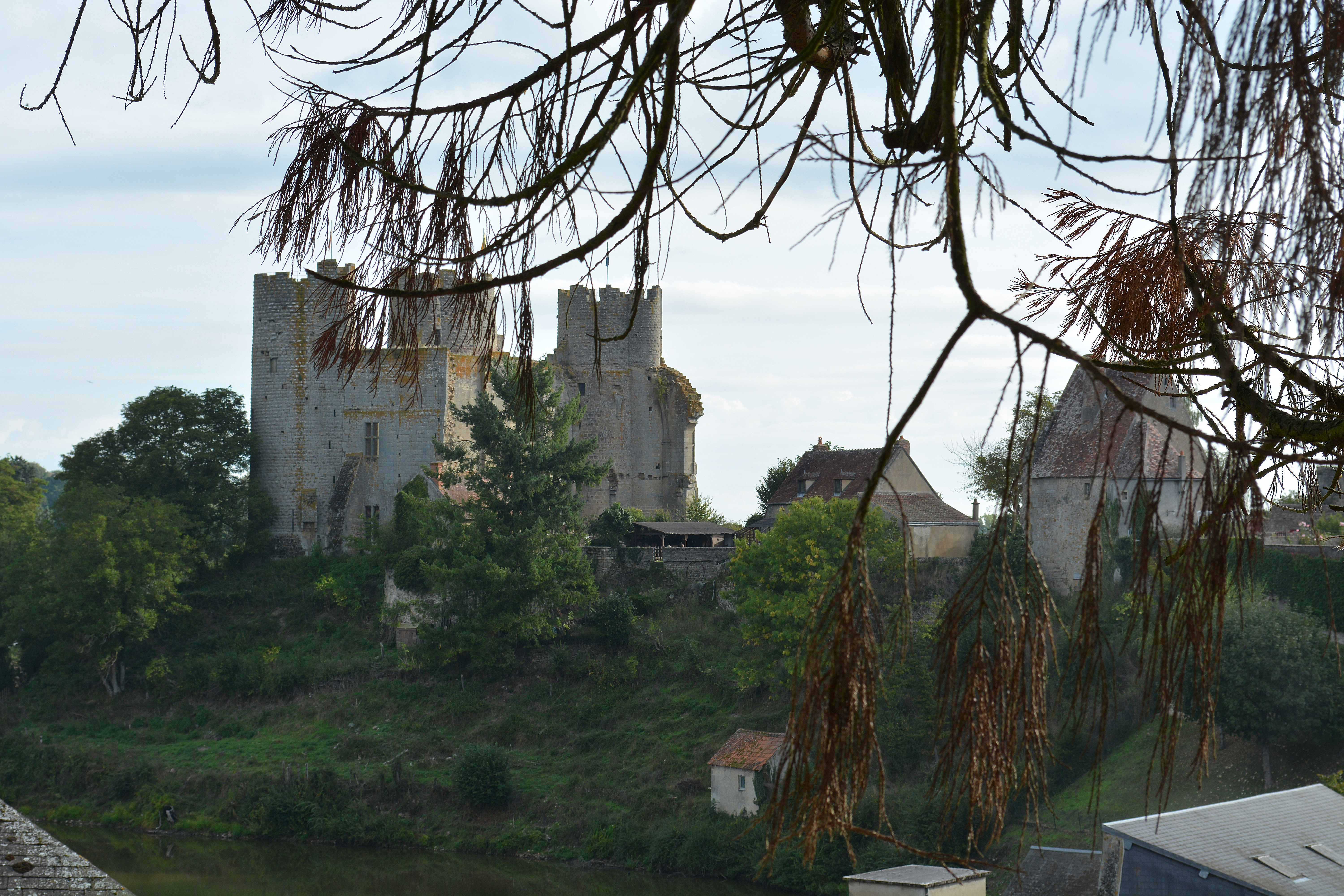
Tours nord de la forteresse de Bourbon–l'Archambault.

- Achille Allier, historien, mort à Bourbon.
- Augustin Bernard (1865-1947), géographe et historien, membre de l'Institut, mort à Bourbon. Il a donné son nom au musée de la ville.
- Aymar de Bourbon.
- L'amiral Jean-Baptiste du Casse, ancien gouverneur de Saint-Domingue, y décéda le 15 juin 1715.
- Émile Guillaumin, écrivain, situe l'histoire de son livre La Vie d'un simple, récit de la vie paysanne au XIXe siècle, dans le Bourbonnais, non loin de Bourbon-l'Archambault.
- Le graveur riomois Charles Jaffeux réalisa quelques eaux-fortes sur les monuments, dont les Ruines du château.
- André Lichnerowicz, mathématicien, né à Bourbon.
- Le comédien Montdory, introducteur et interprète de Corneille, y vint pour une cure de 6 mois en 1638[38].
- Madame de Montespan, favorite de Louis XIV, curiste de 1667 à 1681, morte à Bourbon-l'Archambault.
- Louise Marie Anne de Bourbon, fille légitimée de Louis XIV et de Madame de Montespan, morte à Bourbon-l'Archambault.
- Claude-Lazare Petitjean, député à la Convention nationale, né et mort à Bourbon.
- Gilbert Talbourdeau (1863-1943), architecte montluçonnais, né à Bourbon.
- Le prince Charles-Maurice de Talleyrand-Périgord est venu en cure près d'une trentaine de fois à Bourbon-l'Archambault, d'où il a adressé une riche correspondance.
- Robert Marchand, né en 1911, cycliste et centenaire français, connu pour la pratique toujours active de son sport et l'obtention de divers records à plus de 100 ans. Avait été placé dans une ferme à Bourbon-l'Archambault pendant la guerre de 1914-1918.

### Héraldique
| Blason de Bourbon-l'Archambault | Blason  | D'azur aux trois fleurs de lys d'or, au bâton de gueules brochant sur le tout.                                                                                             |
| Blason de Bourbon-l'Archambault | Détails | Armes tolérées car il s'agit d'une brisure des armes de France, de la maison de Bourbon et de la province du Bourbonnais. Le statut officiel du blason reste à déterminer. |
| Blason de Bourbon-l'Archambault | Alias   | D'or au lion rampant de gueules, accompagné de huit coquilles d'azur. Armes d'origine. La municipalité utilise un parti des deux versions.                                 |